# اچ‌ام‌اس اسپارتان (۱۸۹۱)
اچ‌ام‌اس اسپارتان (۱۸۹۱) (به انگلیسی: HMS Spartan (1891)) یک کشتی بود که طول آن ۳۱۴ فوت (۹۵٫۷ متر) بود. این کشتی در سال ۱۸۹۱ ساخته شد.